# Национальный театр имени Василе Александри
Национальный театр имени Васи́ле Алекса́ндри — молдавский драматический театр, расположенный в г. Бельцы.

## История
Организован в 1947 в г. Бельцы. До 1957 работала одна русская труппа, с 1957 создана молдавская труппа. 
16 мая 1957 года при русском театре в Бельцах была создана молдавская труппа. Так появился Бельцкий молдавско-русский музыкально-драматический театр.
16 мая 1990 года труппа переезжает в новое здание и становится «Национальным театром имени Василе Александри города Бельцы». В построенном по проекту архитектора Янины Гальпериной театре имеются большой и малый залы, круговая сцена.
В театре поставлено около 190 спектаклей для взрослых и детей — классического и современного, национального и международного репертуара. Театр имени Василе Александри является одним из основных художественных театров страны занимающего постановкой национальной драматургии. Это театр, больше чем любое национальный, потому что его репертуар составлен главным образом из текстов авторов из Молдавии и Румынии. Здесь были собраны произведения таких «ветеранов пера» как Ион Друцэ, Дмитрий Матковский, Петру Кэраре, и авторами текстов, которые были напечатаны в последние годы: В. Бутнару, Мирча В. Чебану, К. Чеяру. 
Директор театра — Ина Иласчук

## Репертуар
- «Clopotnita» («Колокольня») по пьесе Иона Друцэ, режиссёр Ион Маркоч
- «Izbandа si iubire» по сказке Ханса Кристиана Андерсена, режиссёр Валерий Жосану
- «Последний шанс» по пьесе Михаила Задорнова, режиссёр Эмильм Гажу
- «Trei crai de la rаsarit» — постановка Михая Волонтира

## Артисты
Все артисты театра В. Александри являются выпускниками Университета искусств Молдовы.
- Михай Волонтир, актёр